# Simone Rethel

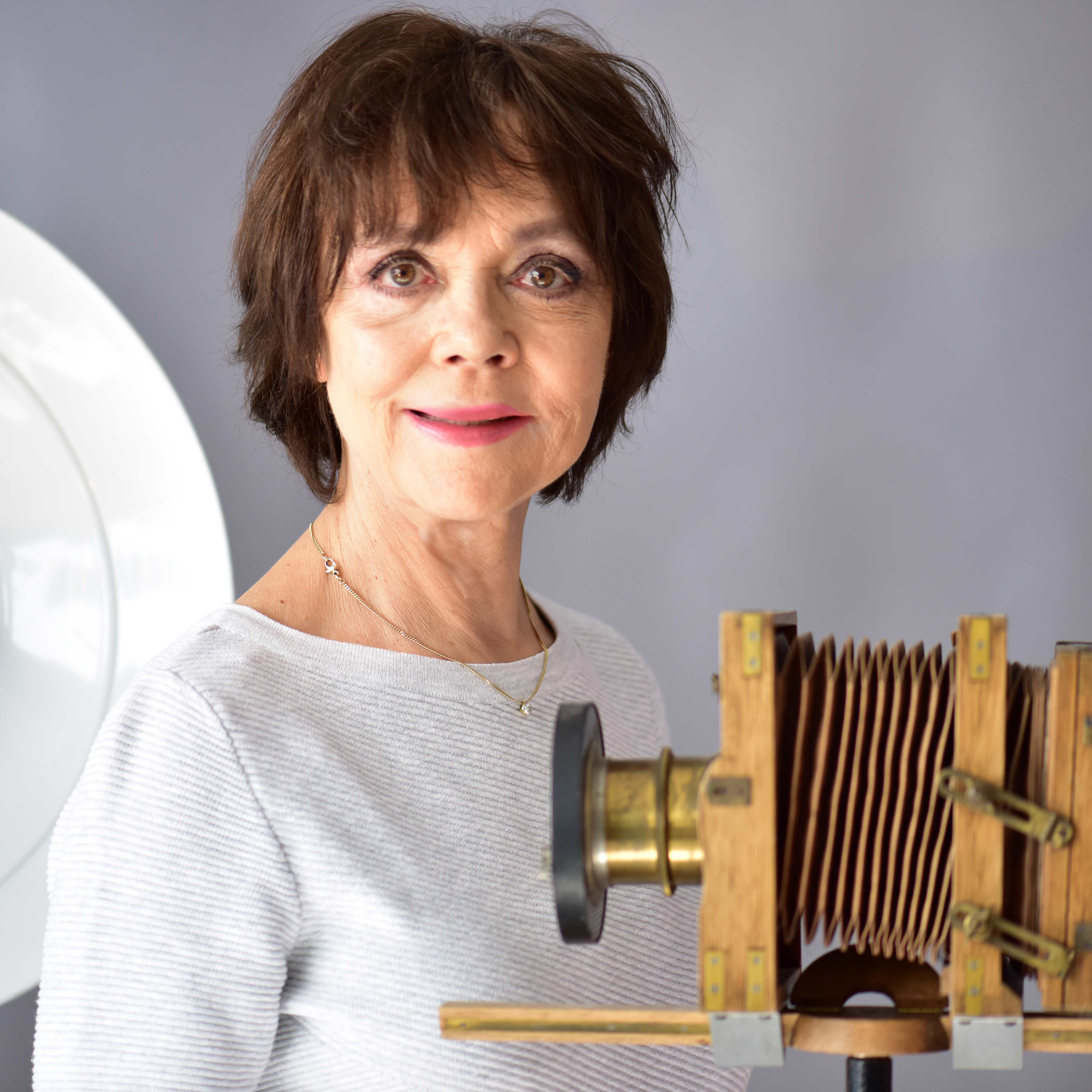
Simone Rethel-Heesters, 2019

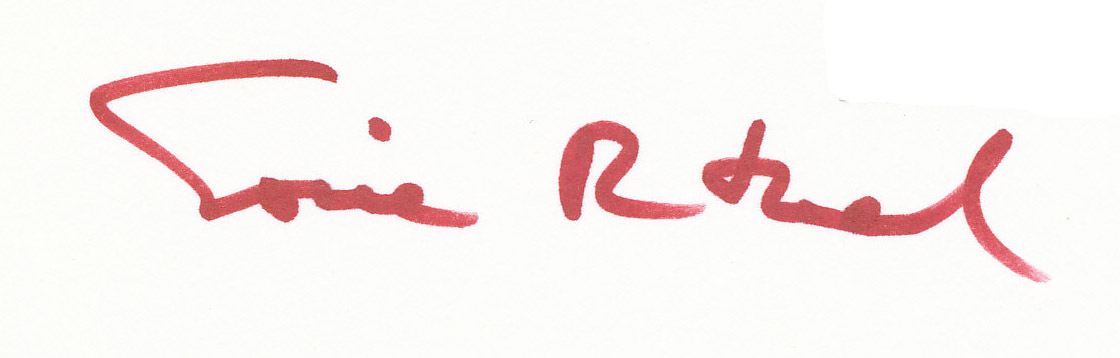
Signatur von Simone Rethel

Simone Rethel-Heesters (* 15. Juni 1949 in Wartaweil, Herrsching am Ammersee) ist eine deutsche Schauspielerin und Buchautorin.

## Leben

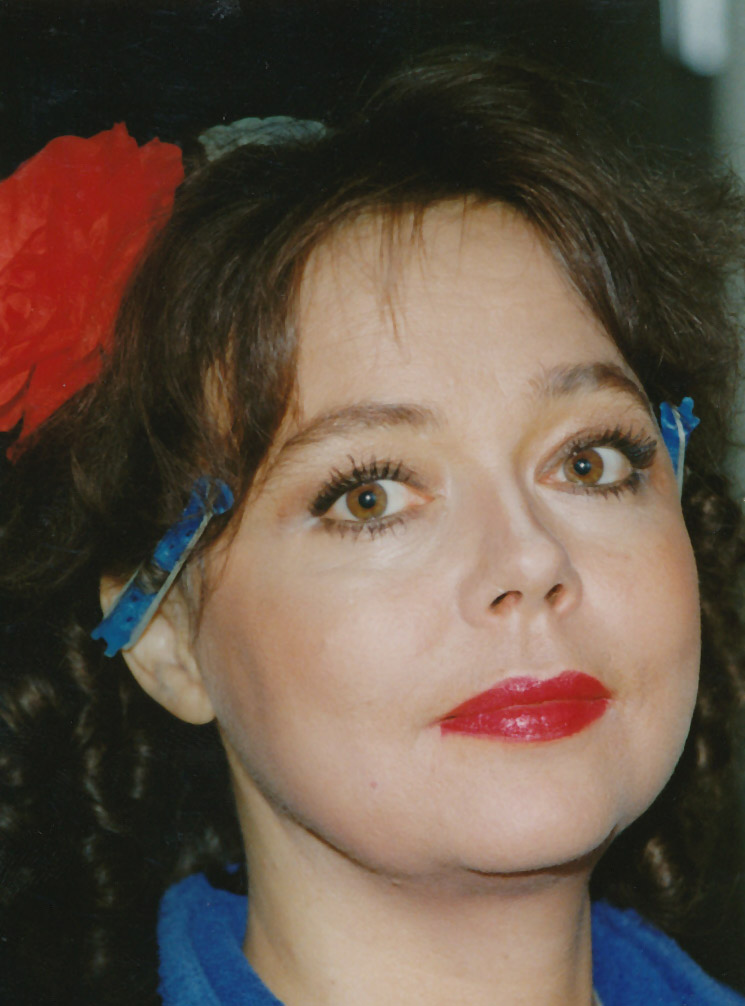
Simone Rethel

Simone Rethel ist die Tochter der Fotografin Brigitte Wex (1913–2000) und des Malers und Designers Alfred Rethel (1922–2003) und Enkelin des Flugzeugkonstrukteurs Walter Rethel sowie Nachfahrin des Historienmalers Otto Rethel, des Bruders von Alfred Rethel.
Als Schülerin spielte sie 1965 die Hauptrolle in dem Film Die fromme Helene unter der Regie von Axel von Ambesser (mit Theo Lingen und Friedrich von Thun). Nach ihrer Schulzeit absolvierte sie eine Schauspielausbildung bei Hanna Burgwitz und debütierte noch während ihrer Ausbildung 1966 am Bayerischen Staatsschauspiel in München in Die Freier von Joseph von Eichendorff – wieder unter der Regie von Axel von Ambesser, der seine Entdeckung immer wieder für die Bühne und das Fernsehen für verschiedene Rollen engagierte.
Rethel tritt vor allem auf Boulevard-Bühnen auf und wirkte in zahlreichen TV-Serien wie Aktenzeichen XY … ungelöst, Der Kommissar, Derrick, Der Alte, Schöne Ferien und Diese Drombuschs mit.
Von 1992 bis zu dessen Tod im Jahr 2011 war Simone Rethel mit dem 46 Jahre älteren Johannes Heesters verheiratet.
Neben ihrer Arbeit als Schauspielerin widmet sie sich auch der Malerei und der Fotografie. Seit Anfang 2005 ist Simone Rethel-Heesters als Botschafterin für die Initiative Altern in Würde tätig und ist bemüht, das Thema Alzheimersche Krankheit mehr in die Öffentlichkeit zu bringen. Rethel-Heesters brachte Anfang 2010 das Sachbuch Sag nie, du bist zu alt heraus, in dem sie das negative gesellschaftliche Bild des Älterwerdens kritisiert. Sie fordert darin, im Alter weiterhin aktiv zu sein und nicht aufzuhören, sich weiterhin Ziele im Leben zu stecken.

## Filmografie (Auswahl)
- 1965: Die fromme Helene
- 1966/67: Die Frau des Fotografen – Regie Thomas Engel, Kamera Michael Ballhaus (TV-Film)
- 1969: Junger Herr auf altem Hof (Fernsehserie)
- 1971: Der erste Frühlingstag
- 1971: Der Kommissar – Der Moormörder (TV)
- 1972: Aktenzeichen XY … ungelöst (Fernsehreihe, Sendung vom 3.3.1972)
- 1972: Der Kommissar – Tod eines Schulmädchens (TV)
- 1972: Wie bitte werde ich ein Held? (À la guerre comme à la guerre)
- 1973: Der Lord von Barmbeck
- 1973: Der Komödienstadel: Kleine Welt
- 1973: Der Kommissar – Der Tod von Karin W. (TV)
- 1974: Der Kommissar – Mit den Augen eines Mörders (TV)
- 1974: Die schöne Helena
- 1976: Der lachende Apfel
- 1977: Es muß nicht immer Kaviar sein (Fernsehserie)
- 1977: Tatort: Drei Schlingen
- 1977: Der Alte – Konkurs (TV)
- 1978: Das Geld liegt auf der Bank
- 1978: Der Pfingstausflug
- 1979: Der Alte – Neue Sachlichkeit (TV)
- 1979: So 'ne und so 'ne (Fernsehserie, 9 Folgen)
- 1980: Teegebäck und Platzpatronen
- 1980: Einmal Hunderttausend Taler
- 1981: Der Schützling
- 1981: Es bleibt in der Familie
- 1982: Schuld sind die Frauen
- 1983: Omelette Surprise (Komödie) (ORF)
- 1983: Der Trauschein
- 1983: Die violette Mütze (TV)
- 1983: Geschichten aus der Heimat (Fernsehserie) Folge: Das Silvesterbaby
- 1983: Derrick – Die Schrecken der Nacht
- 1985: Schöne Ferien (mit Sigmar Solbach und Claudia Rieschel)
- 1985–1986: Polizeiinspektion 1 (2 Episoden)
- 1992–1993: Diese Drombuschs
- 1992: Chéri, mein Mann kommt! (TV)
- 1993: Glückliche Reise – Neuseeland
- 1994: Der Heiratsvermittler (TV)
- 1994–1996: Immer wieder Sonntag
- 1994: Drei zum Verlieben (TV)
- 1995: Der Mond scheint auch für Untermieter
- 1995: Zwei alte Hasen (TV)
- 1996: Ein gesegnetes Alter
- 1996: Rosamunde Pilcher – Schneesturm im Frühling (TV)
- 1996: Im Namen des Gesetzes (TV)
- 1997: Entre terre et mer (TV)
- 1999: Theater: Momo
- 1999: Stubbe – Von Fall zu Fall (1 Episode)
- 1999: Das Amt – Späte Liebe
- 2000: Fast ein Gentleman (TV)
- 2003: In aller Freundschaft (1 Episode)
- 2008: Wege zum Glück (1 Episode)
- 2012: Die Garmisch-Cops – Badeschaum für einen Toten
- 2016: Die Rosenheim-Cops – Schönheit hat ihren Preis
- 2016: Schwarzach 23 und die Jagd nach dem Mordsfinger
- 2017: SOKO München – Altweibersommer
- 2017: Sturm der Liebe
- 2019: SOKO Stuttgart – Kaffeefahrt
- 2021: Die Rosenheim-Cops – Drei Grazien und ein Todesfall
- 2024: Hubert ohne Staller – Zu den Sternen
- 2025: Die Rosenheim-Cops – Ein Job für Wiebke

## Publikationen (Auszug)
- mit Beatrix Ross: Schönheit des Alters. Burgschmiet, Nürnberg 1998, ISBN 3-933731-01-1.
- Johannes Heesters: Ein Mensch und ein Jahrhundert. Schwarzkopf & Schwarzkopf, Berlin 2006, ISBN 3-89602-731-X.
- Sag nie, du bist zu alt. Westend Verlag, Frankfurt 2010, ISBN 3-938060-35-2.
- Vorwort in Rei Gesing, André Kröker: Die Weisheit der 100-Jährigen. 7 Fragen an die ältesten Menschen Deutschlands (= MonoLit. Band 1). Solibro Verlag, Münster 2018, ISBN 978-3-96079-061-7.